# Vladimir Liakhov (cosmonaute)
Pour l’article homonyme, voir Vladimir Liakhov (colonel).
Vladimir Afanassievitch Liakhov (en russe : Владимир Афанасьевич Ляхов, Transliteration Vladimir Afanas'evič Ljachov; ukrainien Володимир Панасович Ляхов, Transliteration Volodymyr Panasovyč Ljachov) est un cosmonaute soviétique puis ukrainien, né le 20 juillet 1941 à Antratsyt (oblast de Vorochilovgrad, aujourd'hui oblast de Louhansk) en république socialiste soviétique d'Ukraine, en Union soviétique (aujourd'hui en Ukraine), et mort le 19 avril 2018 à Astrakhan (Russie).

## Biographie
Vladimir Liakhov est diplômé de l'école supérieure de pilotes militaires Ivan Kojedoub (en), dans l'oblast de Kharkov en 1964. Vladimir Liakhov entame une carrière de cosmonaute le 5 mai 1967 après avoir été sélectionné dans le groupe TsPK-4 (4e groupe du centre de formation des cosmonautes). Il prend sa retraite le 7 septembre 1994. Il achève sa retraite de militaire avec le grade de colonel de réserve.

## Vols réalisés
Vladimir Liakhov a participé à trois missions spatiales qui se sont déroulées à bord de trois stations spatiales soviétiques différentes : Saliout 6 (1979), Saliout 7 (1983) et Mir (1988). Il a séjourné en tout 333 jours, 7 heures et 47 minutes dans l'espace.

### Séjour à bord de Saliout 6
Vladimir Liakhov fait partie depuis 13 ans du corps des cosmonautes lorsqu'il effectue sa première mission. Lui et Valeri Rioumine forment le troisième équipage chargé d'effectuer un séjour de longue durée à bord de la station spatiale soviétique Saliout 6 qui a été placée en orbite le 29 septembre 1977. Les deux hommes sont placés en orbite le 23 février 1979 à bord de Soyouz 32 et s'amarrent à la station spatiale sans problème. Le premier équipage de visiteurs qui s'est embarqué sur Soyouz 33, comprend un cosmonaute bulgare. Le lancement du vaisseau qui les emportent a lieu le 10 avril mais la mission est interrompue à la suite d'une anomalie de fonctionnement de la propulsion principale du vaisseau Soyouz au cours des manœuvres précédant l'amarrage. Cet incident soulève des doutes sur la fiabilité de la propulsion du vaisseau Soyouz 32 amarré à la station qui fait partie de la même sous-série. Par précaution, les responsables du programme décident de lancer un nouveau vaisseau Soyouz 34 sans équipage qui vient s'amarrer à la station spatiale. Soyouz 32 est renvoyé sur Terre avec un chargement constitué d'échantillons de matériaux et de résultats d'expériences scientifiques. L'équipage déploie l'antenne de radio-télescope de 10 mètres de diamètre KRT-10 à l'extérieur de la station pour des expériences d'interférométrie avec le radio-télescopes RT-70 installé en Crimée. Il s'agissait de la première expérience d'interférométrie impliquant un observatoire spatial. Une fois l'expérience achevée, l'antenne est larguée sans intervention manuelle mais elle s'accroche au passage à un équipement situé sur la coque. Les cosmonautes doivent improviser le 15 août une sortie extravéhiculaire pour libérer l'antenne. Après avoir passé 175 jours à bord de la station Liakhov et Rioumine regagnent le 19 août 1979 la Terre à bord de Soyouz 34.

### Séjour à bord de Saliout 7
Liakhov fait partie des équipages de réserve des missions Soyouz 39 et Soyouz T-8. Sa mission suivante a lieu à bord de la station spatiale Saliout 7 qui a été placée en orbite le 19 avril 1982. Le premier équipage permanent de cette station formé par Anatoli Berezovoï et Valentin Lebedev avait effectué un séjour de 211 jours et établi un nouveau record malgré une cohabitation difficile. Mais la mise en place de l'équipage permanent qui doit leur succéder prend plus de temps que prévu. L'équipage de Soyouz T-8, constitué de Vladimir Titov, Guennadi Strekalov et Aleksandr Serebrov, est lancé le 20 avril 1983. Le vaisseau ne parvient pas à s'amarrer à la station spatiale car les antennes du système de rendez-vous ont été endommagées durant le lancement et l'équipage doit revenir sur Terre. L'équipage de Soyouz T-9 constitué de  Vladimir Liakhov  et Aleksandr Pavlovitch Aleksandrov est lancé le 28 juin 1983 et parvient à s'amarrer à la station. On apprendra 20 ans plus tard  (en 2002) que le vol a pu être effectué bien que le vaisseau n'avait pas réussi à déployer un de ses deux panneaux solaires. Ce type d'incident ne s'était jamais produit depuis le premier vol du vaisseau Soyouz. Peu avant l'amarrage de Soyouz T-9, le cargo spatial de type TKS Cosmos 1443 s'est amarré de manière automatique à la station avec un fret de 3,5 tonnes dont de nouveaux panneaux solaires. Les moteurs de ce vaisseau vont être également utilisés durant son séjour dans l'espace pour rehausser l'altitude de la station spatiale et contrôler son orientation. Un équipage de visiteurs doit aider l'équipage permanent à installer les panneaux solaires. Le 26 septembre, alors que le vaisseau Soyouz T-10-1 qui emporte l'équipage, la relève de Liakhov et Aleksandrov est sur le point d'être lancé, son lanceur prend feu. Titov et Strekalov, qui subissent là un deuxième échec, parviennent  à déclencher in extremis, avant l'explosion de la fusée, l'éjection du vaisseau en déclenchant la mise à feu de la tour de sauvetage. Après avoir subi une accélération de près de 15 g, les astronautes se posent à bord de leur capsule à 4 kilomètres du pas de tir. Conséquence de cet accident, le responsable soviétique au sol Valentin Glouchko demande à Liakhov et Aleksandrov s'ils acceptent de prolonger leur mission. Les deux hommes lui demandent pour combien de temps. Celui-ci répond trois mois (dans un premier temps l'équipage avait compris trois jours) et les deux hommes acceptent. Le vaisseau TKS Cosmos 1443 dispose d'une capsule qui permet de ramener des hommes ou du fret sur Terre qui est remplie par l'équipage permanent avec les résultats d'expériences menées dans la station spatiale représentant une masse de 350 kg. Le 14 août, Cosmos 1443 se détache de la station puis le véhicule de rentrée VA se détache du vaisseau TKS et réalise des manœuvres dans l'espace durant quatre jours pour démontrer sa capacité à fonctionner de manière autonome. Le 23 août la capsule effectue une rentrée atmosphérique et atterrit sans encombre. Le vaisseau principal FGB est détruit durant sa rentrée atmosphérique le 19 septembre 1983. L'équipage permanent effectue deux sorties extravéhiculaires les 1er et 3 novembre pour installer les panneaux solaires. L'équipage permanent ne reçoit aucune visite durant son séjour qui dure 150 jours. Alors que celui-ci tire à sa fin, l'équipage et les contrôleurs au sol constatent qu'un des réservoirs de carburant fuit ce qui limite fortement la capacité de la station à contrôler son orientation. Les responsables soviétiques décident de confier la résolution de ce  problème à l'équipage suivant et Liakhov et Aleksandrov quittent la station spatiale le 23 novembre.

### Séjour à bord de Mir
Pour sa dernière mission Liakhov est nommé commandant d'un équipage chargé d'effectuer un séjour de courte durée à bord de la station spatiale Mir occupée par ailleurs par un équipage permanent. Il décolle le 29 août 1988 à bord du vaisseau spatial Soyouz TM-6. Ses coéquipiers sont Valeri Polyakov et le cosmonaute afghan Abdul Ahad Mohmand. Ce dernier, qui exerce la profession de médecin, participe à la mission dans le cadre du programme de coopération soviétique Intercosmos. Celui-ci permet à des ressortissants de pays socialistes "frères" de séjourner dans l'espace mais, avec la perestroïka en cours, Intercosmos vit ses derniers jours. Tandis que Polyakov prolonge son séjour à bord de Mir, Liakhov et Mohmand quittent la station spatiale 7 jours après leur arrivée.  
Le 5 septembre 1988 les deux hommes embarquent à bord de Soyouz TM-5. Le vaisseau Soyouz comprend deux modules habitables : le module orbital et le module de descente qui est le seul à revenir sur Terre. Traditionnellement le module orbital est largué avant la mise à feu des rétrofusées manœuvre qui doit réduire la vitesse du vaisseau et ainsi déclencher son retour sur Terre. En larguant au préalable le module orbital, on économise du carburant pour la manœuvre de freinage et on peut ainsi ramener sur Terre une masse supplémentaire (expériences scientifiques, etc.). Pour exécuter cette manœuvre l'axe du vaisseau doit être parfaitement aligné ce qui est vérifié à l'aide d'un capteur solaire. Mais au moment de son exécution, le vaisseau Soyouz TM-5 franchit le terminateur (c'est-à-dire la région de l'espace qui sépare les faces éclairée et non éclairée de la Terre) et le capteur, aveuglé, ne parvient pas à déterminer l'orientation du vaisseau. En l'absence de données fiables l'ordinateur embarqué bloque la mise à feu des rétrofusées. Le programme de navigation contient d'anciennes instructions obsolètes qui interdisent la mise à feu des rétrofusées tant que 10 minutes ne se sont pas écoulées après l'entrée en région éclairée. Mais 7 minutes après avoir franchi le terminateur, sans doute parce qu'il est dans une zone où il peut à nouveau échanger des instructions avec le sol, il déclenche de lui-même la mise à feu. Lorsque le moteur-fusée s'allume le vaisseau a parcouru 3 500 kilomètres supplémentaires. La zone d'atterrissage résultante est située dans le nord de la Mandchourie, très loin de la région prévue ce qui rendrait les opérations de récupération très difficiles. Aussi, six secondes après la mise à feu, Liakhov arrête la manœuvre. La nouvelle du report de l'atterrissage est rendue officielle. 
Après avoir parcouru deux orbites, l'équipage entame à nouveau la procédure pour rentrer sur Terre. Mais au moment de la mise à feu le système de guidage demande à l'ordinateur de secours d'achever la manœuvre de rendez-vous avec la station spatiale Mir effectuée en juin. Cette instruction découle d'une erreur de l'équipage qui a oublié d'effacer la mémoire de l'ordinateur. L'ordinateur principal, considérant que cette instruction est en contradiction avec la manœuvre de freinage, interrompt celle-ci au bout de 6 secondes (sa durée normale est de 230 secondes). Liakhov effectue une manipulation qui réallume le moteur-fusée mais celui-ci s'éteint au bout de 50 secondes car l'ordinateur a détecté que le vaisseau n'est plus orienté de manière correcte. Le contrôle au sol effectue une deuxième tentative de déclenchement mais l'instruction donnée ne prend pas en compte que le moteur-fusée a déjà fonctionné et l'ordinateur embarqué interprète la commande comme une demande de réduction de vitesse de 3 m/s au lieu des 115,2 m/s nécessaires. Le moteur-fusée s'éteint au bout 7 secondes. Liakhov déclenche manuellement une troisième fois la mise à feu mais cette fois le moteur-fusée s'éteint au bout de 14 secondes. Durant la tentative suivante, la propulsion fonctionne durant 33 secondes. Après cette dernière manœuvre la situation devient dramatique, car celle-ci a déclenché le compte à rebours qui doit entraîner le largage du module de service dans lequel se trouve la propulsion et les réserves d'oxygène. Liakhov parvient in extremis à annuler celle-ci qui aurait entraîner la mort de l'équipage. Les tentatives de manœuvre sont abandonnées provisoirement, pour donner le temps au support au sol d'examiner l'origine de cet enchaînement de problèmes. Plusieurs scénarios sont envisagés pour la suite y compris le retour de l'équipage dans la station spatiale Mir mais le largage du module orbital ne permet plus au vaisseau de s'amarrer et dans ces conditions il faudrait que les deux hommes effectuent une sortie extravéhiculaire pour rejoindre la station spatiale ce qui semble très risqué. En dépouillant les données transmises par le vaisseau Soyouz, les techniciens découvrent que les moteurs fonctionnent normalement et que le problème provient uniquement de la programmation de l'ordinateur embarqué. Un nouveau programme est mis au point tandis que l'équipage prolonge son séjour en orbite. Confinés dans le minuscule habitacle du module de descente du vaisseau spatial, les deux hommes ne disposent que de très peu de nourriture et d'oxygène. Ils décident de jeûner et de rester dans leur combinaison spatiale Sokol pour économiser ces deux consommables. Ne disposant plus de toilettes, ils recyclent l'emballage de sac de couchage pour faire leurs besoins. Enfin 24 heures après les tentatives avortées de rentrée au sol, Liakhov rentre manuellement un nouveau programme de navigation puis déclenche le retour sur Terre qui se déroule de manière nominale. À la suite de cet incident la procédure de retour au sol est modifiée. Désormais le module orbital ne sera largué qu'après le bon déroulement de la mise à feu des rétrofusées.